# Lista över bilmärken efter ursprungsland
Detta är en lista över bilmärken, sorterade efter kontinent och ursprungsland. Det finns även en alfabetisk lista över bilmärken.

## Afrika

### Angola
- Zhongji (sedan 2007, en del av Zhengzhou Nissan Automobile Company)

### Botswana
- Harper (2006, sedan flyttades produktionen till Sydafrika)

### Elfenbenskusten
- Baby-Brousse (1964–1979)

### Egypten
- Joint Automotive Corporation (JAC) (sedan 1992)
- Bavarian Auto Group (1999–2003)
- Arab American Vehicles (sedan 1977)
- Bavarian Auto Group (sedan 2003)
- Egy-Tech Engineering (sedan 2010)
- Egyptian German Automotive Company (sedan 1996)
- El Nasr (1960–2008)
- El-Mashreq Company (sedan 1981)
- Ghabbour Group (sedan 1960)
- MCV (sedan 1994, är en del av Daimler AG)
- Mod Car (sedan 1986)
- Modern Motors (sedan 1975)
- Ramses (1959–1972)
- Speranza Chery (sedan 1998)
- Suzuki Egypt (sedan 1988)
- Watania Automotive Manufacturing Company

### Etiopien
- Holland Car (2005-2014)
- Solaris EV (2010-)

### Ghana
- Kantanka (1994-) [1]
- OTAVI  (2005-)

### Kenya
- Laikipia (2019)
- Mobius (2010-) [2]
- Nyayo (1986–1999)

### Libyen
- LADICO (1999-2009)
- Saroukh el-Jamahiriya (2009-)
- Trucks and Bus Company (känd som TBCo och T&BC)  (1976-2011)

### Madagaskar
- Karenjy (1985–1995, 2009-)

### Marocko
- Aslan (2006-)
- DD [3] (1949-1950) Tillverkades också i Vietnam
- Georges Irat (1950-1953)
- Laraki (1999–2008)
- Ménara (sedan 1993)
- Réac
- Société Marocaine de Constructions Automobiles (sedan 1959)

### Namibia
- Uri (1995–2008)

### Nigeria
- Addis (1987-)
- Izuogu (1997-)
- SE Automotive (2013-2016)

### Sudan
- Giad Auto (1997-)

### Swaziland
- Interstate (1970-1980)

### Sydafrika
- Africa40 (2008-2015) [4]
- Alfibre (1990-1999)
- Badsey (1979–1983, sedan flyttade företaget till USA)[5]
- Barnard Motors (sedan 2008)
- Perana (1967–1996)
- Birkin (1982-)
- Carousel (1980-1989)
- Carr Replicas (1990-1999)
- Cooper Healey (2012-2016)
- Custom Tracker (2010-2015)
- Coventry Cars (1990-1999)
- Dart (1998-2003)
- Domino (1993-1996)
- DTV(2003-2007, 2009-2014)
- Eagle (1973-1979)
- EBM (1990-1999)
- Ferrino (1980-1983)
- Fibre Tech (1988-1993)
- Fibreglass Designs (1990-1999)
- GSM (1958–1964)
- Gobex (1983-2011)
- GPSA (2008-2016)
- GT-40 Developments (1990-1999)
- Harper (2006-)
- Hayden Dart (1954–1966, 1997–2003)
- Hi-Tech (1992–1996)
- Intermotormakers (1990-)
- Interstate (1980-1985)
- Jackson (1920-1929)
- KCC (1980–2003)
- Libra (1992-1995)
- Mureza [6]
- Optimal Energy (2008-2012)
- Perana (sedan 2007)
- Protea (1957–1958)
- Puma (1973–1974, 1989–1991, 2006-)
- Ranger (1968–1973)
- Revo (sedan 1984)
- Shaka (1997-2010)
- Freeranger
- Griffin
- Lynx
- Replicars (sedan 1995)
- Rotrax
- Salamander
- Rosslyn Motor Assemblers
- Sao (1985–1994)
- South African Motor Corporation (1985–1998; känd som Samcor)
- Uri (sedan 1997, sedan 2008 en del av försvarsindustriföretaget Ivema (Pty) Ltd)
- Volkspares (sedan 1946)

### Tunisien
- Barkia (2012-2013)
- Wallyscar (2007-) [7]

### Uganda
- Kiira Motors Corporation (KMC) (2014-) [8]

## Asien

### Afganistan
- Amon Noor

### Indonesien
- Timor (1996-2000)

### Indien
- Mahindra (1945-)
- Reva  (1994-)
- Tata
- Hindustan

### Iran
- Iran Khodro
- Kerman Khodro (1990-)
- Paykan (1967-2015)
- Pars Khodro (1967-)
- Saipa (1965-)

### Israel
- Autocars (1970-1974)
- Carmel (1962-1964)
- Rom Carmell (1974-1981)
- Sabra (1960-1969)
- Sussita

### Japan
- Acura
- Autozam (1989-1998)
- Daihatsu
- Honda
- Isuzu
- Infiniti
- Jiotto (1989-1992)
- Lexus (1989-)
- Mazda
- Mitsubishi (1970-)
- Nissan även känd som Datsun
- Subaru (1953-)
- Suzuki
- Toyota
- Prince uppköpt av Datsun

### Kina

#### A B
- Arcfox (2017-)[9]
- BAIC (2010-) [10]
- Baojun (2010-) [11]
- Baolong (1998–2005)
- Beijing Automobile Works (1958-) [12]
- Beijing Automotive Industry Holding Corporation
- BAIEC, Beijing Automotive Industry Import and Export Corporation
- Bestune (2018-)[13]
- Brilliance
- BYD (2003–)
- Byton (2016-) [14]

#### C D
- Chana
- Changan (1862–) [15]
- Changfeng
- Changhe (1986-)
- Changhe (2004-)
- Chery (1997–
- Dadi
- DongFeng 1969–)

#### E-F
- Englon (2010-) [16]
- EXCEED (2019-) [17]
- First Automobile Works (FAW) (1953–) [18]
- Foton (2003–)
- Fudi (1996–)
- Fujian (1992-)[19]
- Fukang (1990–)
- Fuqi
- Fuxing (1994–1998)

#### G
- GAC (1955-) [20]
- Geely (1998–)
- Geometry (2019-)
- Golden Dragon (2019-) [21]
- Gonow (2003–)  [22]
- Great Wall (GWM) (1976–)
- Guangzhou Automobile Industry Group (GAIG) (2000–)
- Guizhou/Yunque

#### H
- Hafei (1995–)
- Haima (1992-)
- Haval (2013-) [23]
- Hawtai (1991-)
- Heibao
- Hongqi  (1958-) [24]
- Huali (1990-)
- Huayang

#### J-L
- Jetta (2019-)
- JAC(1999–) [25]
- Jiangling (JMC) (1993–)
- Jiangnan (company) (1988–)
- JinBei (1991-)
- Jonway (2005–)
- Landwind (2004-)
- Lifan (2005–)
- Lynk & co (2012-)[26]

#### M-R
- Maxus (2011-)
- NAC (1947–)
- New Power
- NIO (2018-)[27]
- Qoros (2007-)
- Ranz (2013-)[28]
- Roewe (2006-)[29]

#### S-T
- Shaanxi Automobile Group
- SAIC (2011-)
- Shanghai Maple Guorun Automobile (2003–)
- Sichuan Tengzhong
- Shuanghuan (1998–)
- Shuguang
- Singulato (2014-)[30]
- Soueast Motors(1995-) [31]
- Soyat
- Tianma (Heavenly Horse) (1995-presemt)
- Tongtian (2002–)
- Trumpchi (2010-)

#### V-Z
- Venucia (2010-) [32]
- Weltmeister (2015-)[33]
- WEY (2016-)[34]
- Wuling (2002-) [35]
- Xiali (1987-)
- Xinkai (1984–)
- XPeng (2014-)
- Polarsun Automobile (Zhongshun) (2004–)
- Zhongyu (2004–)
- Zinoro (2013-) [36]
- Zotye (2005–) [37]
- ZhongHua
- Zhongtong (1958-) [38]
- Zhongxing (Zx Auto) (1991–) 	[39]

#### Hong Kong
- myCar

### Laos
- Kolao

### Malaysia
- Perodua
- Proton (1985-)

### Mongoliet
- MoZo (2020-)

### Nepal
- Hulas (1996-) [40]

### Pakistan
- Adam

### Singapore
- Dendrobium (bilmärke) (2017-) Tillverkas också i England

### Sri Lanka
- Micro (1999-2007)
- Vega (2014-)

### Sydkorea
- Asia Motors (1965-1999)
- Daewoo
- Genesis (2015-)
- Hyundai
- Kia
- Oullim Motors (2004-2017)
- Proto Motors (1997-2007)
- Samsung
- SsangYong

### Thailand
- 999 Motorsport (2010-2016)
- Aeterno Motors (2015-2016)
- Electric Car Company (1996-1997)
- Galmer (2006-2011)
- MINE Mobility [41]
- Pantila (1996-1997)
- Replica Cars Thailand (2013-2016)
- SWS (2006-2013)
- Vera (Bilmärke) (2016-2019)

### Turkiet
- Anadol (1966-1991)

### Förenade arabemiraten
- Al-Dhabi (Bilmärke) (2001-2006)
- Alanqa (Bilmärke) (2009-20010)
- Faria (Bilmärke) (2006)
- Moon Leopard (1987-1991)
- W Motors [42] (2012-)
- Zarooq (2014-)

### Uzbekistan
- UzDaewooAuto (1992-)

### Vietnam
- DD [43] (1949-1950) Tillverkades också i Marocko
- THACO [44] (19997-)
- La Dalat [45] (1969-1975
- Vinaxuki [46] (2004-2015)
- VinFast) [47] (2017-

## Europa

### Armenien
- JerAZ (1964-2002)

### Belarus
- Amkodor
- BelAZ
- GomSelMash
- Lidagroprommash
- MAZ
- MZKT

### A
- ABC
- ADK (1923-1930)
- Alatac (1913-1914)
- Alfa Legia (1914-1921)
- Altona (1938-1946)
- ALP (1920)
- AMA (1913-1914)
- Antoine (1900-1905)
- Apal (1964-1998)
- Aquila (1900-1903)
- ATA (1914)
- Astra (1930)
- Auto-Mixte (1905-1912)

### B
- Bastin (1907-1909)
- Baudouin (1904-1906)
- Belga (1920-1921)
- Belga Rise (1928-1937)
- Belgica (1899-1909)
- Bovy (1908-1914)

### C
- CAP (1914)
- Claeys-Flandria (1953-1954, 1979-1980)

### D
- d'Aoust (1912-1927)
- Dasse (1894-1924)
- De Cosmo (1903-1908)
- Delecroix (1899)
- Delin (1899-1901)
- Dechamps (1899-1906)
- De Wandre (1923)
- Direct (1904-1905)

### E
- Edran (1984-)
- Elgé (1912-1914)
- Emmel (1925-1926)
- Escol (1926-1929)
- Excelsior (1901-1932)

### F
- FAB (1912-1914)
- FD (1923-1929)
- FIF (1909-1914)
- Flaid (1920-1921)
- FN
- Fondu (1906-1912)
- Frenay (1914)

### G-J
- Germain (1897-1914)
- Gillet (1992-) [48]
- Impéria (1906-1948)
- Imperia-Abadal
- Jeecy-Vea (1925-1926)
- Jenatzy (1895-1905)
- Juwel (1923-1928)

### K L
- Kleinstwagen (1952)
- Knap (1898-1909)
- L&B
- Linon (1900-1914)

### M N
- Mathieu (1902-1906)
- Mathomobile (1980-c.1984)
- Méan (1964-1974)
- Meeussen (1955-1972)
- Métallurgique (1898-1928)
- Miesse (1894 -1927 (sista personbilen) -1972 (sista bruksbilen))
- Minerva (bilmärke)
- Moustique (1925-1927)
- Nagant (1900-1927/8)
- Nova (1914)

### P
- Pescarolo (1912-1914)
- Peterill (1899)
- Pieper (1899-1912)
- Pipe (1898-1914)
- PLM (1954-1955)
- P-M (1922-1924) (Peter-Moritz)

### Q R
- Qvick[49]
- Radar (1957-1960)
- Ranger (1970-1976)
- Royal Star (1904-1910)
- Rumpf (1899)

### S T
- SAVA (1910-1923)
- SCH 1927-1928)
- SOMEA (1921-1922)
- Speedsport (1924-1927)
- Springuel (1907-1914)
- Taunton (1914-1922)
- Turner-Miesse (1902-1913)
- TVD (1920-1925)

### V-Z
- Vincke (1895-1905)
- Vivinius
- Wilford (1897-1901)
- Zelensis (1958-1962)

### Bulgarien
- Balkan
- BG Car
- Bulgaralpine (1966-1970)
- Bulgarrenault (1966-1970)
- Chavdar
- Kenta
- KTA Madara
- Moskvitch Aleko (1966-1990)
- Pirin-Fiat (1967-1971)
- Preslav
- Sofia

### Danmark
- Alfgang (1912-1914)
- Anglo-Dane (1902-1917)
- Brems (1900-1904)
- Bukh & Gry (1904-1905)
- Bünger (1947-1949)
- Dana (1908-1914)
- Dansk (1901-1908)
- DISA
- DK (1950)
- Ellemobil (1909-1913)
- Garia (2005-)
- Gideon (1913-1920)
- Haargaard
- Hammel
- Houlberg (c.1913-1921)
- Kewet (1992-)
- Sommer (1971; 1982-1986)
- Thrige (1911-1918)
- Zenvo (2004-) [50]

### Estland
- ESTfield

### Finland
- Finlandia
- Patria
- Sisu
- Toroidion (2011-)[51]
- Valmet
- Valtra
- Vanaja (1943-1971)
- Teijo

### Frankrike

#### 4
- 4Strokke (1993-2014)

#### A
- Able (1920-1927)
- ACOMA (1972-1984)
- ACMAT (1958-)
- Ader (1900-1907)
- A.E.R. (1930)
- AEM (1920-1924)
- Aérocaréne (1947)
- Ageron (1910-1914)
- Ailloud (1898-1904)
- Aixam (1984-)
- Ajams (1920)
- Ajax (bil, 1913) (1913-1919)
- AL (bilmärke) (1907-1909)
- Alba (bilmärke) (1913-1928)
- Albatros (bilmärke) (1912)
- Alcyon (1906-1929)
- Alda (bilmärke) (1912-1922)
- Allard-Latour (1899-1902)
- Alliance (bilmärke) (1905-1908)
- Alphi (1929-1931)
- Alma (bilmärke) (1926-1927)
- Alpine (1955-1995)
- Alva (bilmärke) (1913-1923)
- A.M. (bilmärke) (1906-1915)
- Amédée Bollée (1885-1921)
- Amilcar (1921-1939)
- Ampère (bilmärke) (1906-1909)
- Anderson Electric (bilmärke) (1912)
- Andre Py (1899)
- Antoinette (bilmärke) (1906-1907)
- Ardent (bilmärke) (1900-1901)
- Ardex (1934-1937, 1952-1955)
- Ariane (bilmärke) (1907)
- Ariès (1903-1938)
- Arista (1912-1915, 1952-1967)
- Arola (1975-1983)
- Arzac (1926-1927)
- A. S. (bilmärke) (1924-1928)
- ASS (bilmärke) (1919-1920)
- Astatic (1920-1922)
- Aster (bilmärke) (1900-1910)
- Astra (bilmärke) (1922)
- Astresse (1898)
- Atla (bilmärke) (1957-1959)
- Atlas (bilmärke) (1951)
- Audibert & Lavirotte (1894-1901)
- Auge (bilmärke) (1898-c.1901)
- Austral (bilmärke) (1907)
- Autobleu (1953-1957)
- Automoto (1901-1907)
- Auverland (1980-2012)
- Avolette (1955-1959)

#### B
- Ballot (1921-1932)
- Barré (1899-1930)
- Beck (1920-1922)
- Bédélia (1910-1925)
- Bellanger (1912-1925)
- Benjamin (1921-1931)
- Berliet (1895-1939)
- Bernardet (1946-1950)
- Bignan (1918-1931)
- Blériot (1921-1922)
- BNC (1923-1931)
- Boitel (1946-1949)
- Bolide (1899-1907)
- Bonnet (1961-1964)
- Bouquet, Garcin & Schivre/BGS (1899-1906)
- Brasier (1905-1926)
- Brouhot (1898-1911)
- Bucciali (1922-1933)
- Buchet (1910-1930)
- Bugatti (Tyskland 1909–1919, Italien 1987–1998)
- Butterosi (1919-1924)

#### C
- Chatenet (1984-)
- Cambier (1897-1905)
- Castoldi (1900)
- CD (1962-1965)
- CG (1966-1974)
- CGV (Charron, Girardot et Voigt) (1901-1906)
- Chaigneau-Brasier (1926-1930)
- Chainless (1900-1903)
- Charlon (1905-1906)
- Charron (1907-1930)
- Chenard & Walcker (1900-1946)
- Chatenet (1984-)
- CHS (1945-1946)
- Cicostar (1979-1983)
- Citroën
- Clément-Bayard (1903-1922)
- Coadou et Fleury (1921-c.1935)
- Cochotte (1899)
- Cognet de Seynes (1912-1926)
- Cohendet (1898-1914)
- Colda (1921-1922)
- Constantinesco (bilmärke) (1926-1928)
- Corre (bilmärke) (1901-1907)
- Cottereau (1898-1910)
- Cottin & Desgouttes (1905-1931)
- Cournil (1960-1984)
- Couteret (1907)
- Couverchel (1905-1907)
- Créanche (1899-1906)
- Crespelle (1906-1923)
- Croissant (1920-1922)
- Culmen (1909)

#### D
- Dalifol (1896)
- Dalifol & Thomas (1896-1898)
- Damaizin & Pujos (1910)
- Dangel (1968-1971)
- Danvignes (1937-1939)
- Darl'mat (1936-1950)
- Darmont (1924-1939)
- Darracq (1896-1920)
- David & Bourgeois (1898)
- DB (1938-1961)
- De Bazelaire (1908-1928)
- De Cezac (1922-1927)
- De Clercq (1992-)
- De Dietrich (1897-1905)
- De Dion-Bouton (1883-1932)
- De Marcay (1920-1922)
- De Riancey (1898-1901)
- De Sanzy (1924)
- Decauville (1898-1910)
- Deguingand (1927-1930)
- Deho (1946-1948)
- De La Chapelle (1985-)
- Delage (1905-1953)
- Delahaye (1895-1954)
- Delamare-Deboutteville (1883-1887)
- Delaugère (1898-1926)
- Delaunay-Belleville (1904-1948)
- Delfosse (1922-1926)
- Demeester (1906-1914)
- Denis de Boisse (1901-1904)
- Derby (1921-1936)
- Desmoulins (1920-1923)
- Dewald (1902-1926)
- DFP (1906-1926)
- Diederichs (1912-1914)
- Dolo (1947-1948)
- Donnet (1928-1936)
- Donnet-Zedel (1924-1928)
- Dumas (1902-1903)
- Dumont (1912-1913)
- Dué
- Duport (1977-1994)
- d'Yrsan (1923-1930)

#### E
- EHP (1921-1929)
- Electricar (1919-1924)
- Elfe (1920-1925)
- Elgé (1924-1925)
- Elysée (1921-1925)
- Enders (1911-1923)
- Esculape (1899)
- Eudelin (1905-1908)
- Eureka (1906-1909)

#### F
- Facel Vega (1954-1964)
- F.A.L. (1907)
- Farman (1919-1931)
- Favier (c.1925-1930)
- FL (1909-1914)
- Fonlupt (1920-1922)
- Fouillaron (1900-1914)
- Fournier (1913-1924)

#### G
- Galy (1954-1957)
- Gardner-Serpollet (1900-1907)
- Gautier-Wehrlé (1894-1900)
- Georges Irat (1921-1949)
- Georges Richard (1897-1902)
- Georges Roy (1906-1929)
- Gillet-Forest (1900-1907)
- Gladiator (1896-1920)
- Gobron-Brillié (1898-1930)
- Gordini (1951-1957)
- Goujon (1896-1901)
- Gregoire (1904-1924)
- Grivel (1897)
- Guerraz (1901)
- Guerry et Bourguignon (1907)
- Guyot Spéciale (1925-1931)

#### H
- Hautier (1899-1905)
- Hédéa (1912-24)
- Heinis (1925-1930))
- Helbé (1905-1907)
- Henou (1923)
- Henry Bauchet (1903)
- Henry-Dubray (1901)
- Hérald (1901-1906)
- Heuliez 1925-2013)
- Heuliez Bus (1980-) [52]
- Hinstin (1921-1926)
- Hispano-Suiza (1911-1938)
- Hobbycar (1992-1996)
- Hommell (1994-2003)
- Hotchkiss (1903-1955)
- Hrubon (1980-1988)
- Hurtu (1896-1930)

#### I
- Induco (1921-1924)
- Inter (1953-1956)

#### J
- J-P Wimille (1948-1949)
- Jack Sport (1925-1930)
- Janémian (1920-1923)
- Janoir (1921-1922)
- Janvier (1903-1904)
- Jean-Bart (1907)
- Jean Gras (1924-1927)
- Jeantaud (1893-1906)
- JG Sport (1922-1923)
- Jidé (1969-1974; 1977-1981)
- Jouffret (1920-1926)
- Jousset (1924-1928)
- Jouvie (1913-1914)
- Juzan (1897)

#### K
- Kevah (1920-1924)
- Koch (1898-1901)
- Korn et Latil (1901-1902)
- Kriéger (1897-1908)
- KVS (1976-1984)

#### L
- La Buire (1904-1930)
- La Confortable (1920)
- Lacoste & Battmann (1897-1910)
- Lafitte (1923-1924)
- Lahaussois (1907)
- La Licorne (1907-1950)
- L'Alkolumine (1899)
- La Lorraine (1899-1902)
- Lambert (1926-1953)
- La Nef (1901-1914)
- La Perle (1913-1927)
- La Ponette (1909-1925)
- La Radieuse (1907)
- L'Ardennais (1901-1903)
- La Roulette (1912-1914)
- La Va Bon Train (1904-1914)
- Lavie (1904)
- Le Blon (1898)
- Le Cabri (1924-1925)
- Le Favori (1921-1924)
- Le Piaf (1951-1952)
- Le Pratic (1908)
- Le Roitelet (1921-1924)
- Le Zèbre (1909-1931)
- Léon Bollée (1896-1931)
- Leon Rambert (1934-1935)
- Leyat (1919-1927)
- Ligier (1971-)
- Linon (1900-1914)
- Lion-Peugeot (1905-1915)
- Lombard (1927-1929)
- Lorraine-Dietrich (1905-1934)
- Luc Court (1899-1936)
- Lufbery (1898-1902)
- Lurquin-Coudert (1907-1914)
- Lutier (1907)
- Luxior (1912-1914)

#### M
- Madoz (1921)
- Maillard (1900-1903)
- Maison Parisienne (1897-1898)
- Majola (1911-1928)
- Major (1920-1923, 1932)
- Malicet et Blin/M&B (1897-1903)
- Malliary (1901)
- Marathon (1953-1955)
- Marcadier (1963-1983)
- Marden (1975-1992)
- Margaria (1910-1912)
- Marguerite (1922-1928)
- Marie de Bagneux (1907)
- Marot-Gardon (1899-1904)
- Marsonetto (1957-1959, 1965-1972)
- Matford (1934-1940)
- Mathis (1919-1935, 1945-1950)
- Matra (1965-1984)
- Mega (1992-)
- Messier (1924-1931)
- Michel Irat (1929-1930)
- Mia (2011-2013)
- Microcar (1984-)
- MICRON (1924-1927)
- Mildé (1898-1909)
- Millot (1901-1902)
- MLB (1894-1902)
- Mochet (1924-1958)
- Mom (1906-1907)
- Monet (1920-1939)
- Monica (1971-1975)
- Monnard (1899)
- Monocar (1936-1939)
- Montier (1920-1934)
- Montier & Gillet (1895-1898)
- Morisse (1899-1914)
- Mors (1895-1925, 1941-1943)
- Motobloc (1901-1930)
- Mototri Contal (1907-1908)
- Mourlot (1927-1929)

#### N
- Nanceene (1900-1903)
- Napoleon (1903)
- Naptholette (1899)
- Nardini (1914)
- New•Map (1938-1974)

#### O
- Obus (1907-1908)
- Oméga-Six (1922-1930)
- Otto (1900-1914)
- Ours (1906-1909)

#### P Q
- Panhard (1890-1967)
- Panhard-Levassor (1934-1938)
- Patin (1899-1900)
- Peugeot
- PGO (1986-) [53]
- Pilain (1896-1920)
- Pierre Fauré   (1941-?) [54]
- Plasson (1910)
- Poinard
- Ponts-Moteurs (1912-1913)
- Populaire (1899)
- Poron (1898)
- Porthos (1906-1914)
- Prod'homme (1907-1908)
- Prosper-Lambert (1901-1906)
- Quo Vadis (bilmärke) (1921-1923)

#### R
- Radior (1920-1922)
- Rally (bilmärke) (1921-1923)
- Raouval (1899-1902)
- Ratier (1926-1930)
- Ravailler (1907)
- Ravel (1900-1902)
- Ravel (1923-1929)
- Rebour (1905-1908)
- Renault
- Reyonnah (1950-1954)
- Reyrol (1900-1930)
- Richard-Brasier (1902-1905)
- Rochet-Schneider (1894-1932)
- Roger (1888-1896)
- Rolland-Pilain (1907-1931)
- Rolux (1938-1952)
- Rosengart (1928-1955)
- Roussel (1908-1914)
- Roussey (1949-1951)
- Rouxel (1899-1900)
- Rovin (1946-1951)
- Ruby (1910-c.1922)

#### S
- Salmson (1921-1957)
- Sandford (1923-1939)
- Santax (1920-1927)
- SARA (1923-1930)
- Sautter-Harlé (1907-1912)
- SCAP (1912-1929)
- SCAR (1906-1915)
- Schmitty  (1981-1987)
- Scora (1974-)
- SEAB (1978-1984)
- Sénéchal (1921-1927)
- Sensaud de Lavaud (1926-1928)
- SERA (1959-1961)
- Sidéa (1912-1924)
- Sigma (1913-1928)
- Silva-Coroner (1927)
- SIMA-Violet (1924-1929)
- Simca (1935-1980)
- Simplicia (1910)
- Sinpar (1907-1914)
- Siscart (1908-1909)
- Sixcyl (1907-1908)
- Sizaire-Berwick (1913-1927)
- Sizaire Frères (1923-1929)
- Sizaire-Naudin (1905-1921)
- Soncin (1900-1902)
- Solanet (1921)
- Soriano-Pedroso (1919-1924)
- SOVAM (1965-1969)
- SPAG (1927-1928)
- Stabilia (1907-1930)
- Stimula (1907-1914)
- Stimula (1978-1982)
- Suncar (1980-1986)

#### T
- Talbot (1919-1932; 1979-1986)
- Talbot-Lago (1932-1959)
- Technical studios
- Teilhol (1958-1990)
- Teilhol Véhicules Electrique (TVE) (1974-1986)
- Théophile Schneider (1910-1931)
- Thomson (1913-1928)
- Tourey (1898)
- Tracford (1933-1935)
- Tracta (1926-1934)
- Triouleyre (1896-1898)
- Turcat-Méry (1899-1928)
- Turgan-Foy (1899-1906)

#### U
- Unic (1904-1939)
- Urric (1905-1906)
- Urbanina (1965-1973)
- Utilis (1921-1924)

#### V W X
- Vaillant (1922-1924)
- Vallée (1895-1902)
- VELAM (1955-1957)
- Venturi (1984-)
- Vermorel (1898-1930)
- Vilain (1900-1902)
- Vinot-Deguingand (1901-1926)
- Virus (1930-1935)
- Voisin (1919-1939)
- Westinghouse (1904-1912)
- Willam (1966-1990)
- X (bilmärke) (1908-1909)

### Georgien
- KAZ

### Grekland
- Alta (1968-1978)
- Attica (1958-1972)
- Autokinitoviomihania Ellados (1975-1984)
- Automeccanica (1980-1995)
- Balkania (1975-1995)
- BET (1965-1975)
- C.AR (1970-1992)
- DIM (1977-1982)
- ELBO (1973-)
- Enfield Automotive (1973-1976)
- Grezda (1969-1985)
- Hellas (2007-)
- Hercules (1980-1983)
- MAVA-Renault (1979-1985)
- MEBEA (1960-1983)
- Namco (1973-)
- Neorion (1974-1975)
- Pan-Car (1968-1994)
- Scavas (1973-1992)
- Styl Kar (1979)
- Tangalakis (1935-1939)
- Theologou (1918-1926)
- Tropical (1992- )
- Tzen (1963-1972)

### Irland
- Alesbury (1907-1908)
- Shamrock (1959)
- Thomond (1925-1929)
- TMC Costin (1983-1987)

### Italien

#### A
- Abarth (1949–1971)
- ALFA (1910–1918)
- Alfa Romeo
- Amilcar Italiana (1925-1928)
- Ansaldo (1921–1931)
- Anzani (1923–1924)
- Aquila (1906–1917)
- ASA (1962–1967)
- ATS (1962–1964)
- Aurea (1920–1933)
- Autobianchi (1955-1995)

#### B
- B Engineering (2001–)
- Bandini (1946–1992)
- Barosso (1923–1924)
- BBC
- Beccaria (1911–1916)
- Bernardi (1899–1901)
- Bertone (1912-)
- Bianchi (1899–1939)
- Bizzarrini (1964–1969)
- Brixia-Züst (1906–1911)
- Bugatti (1991–1995)
- Bugatti & Gulinelli (1901–1903)

#### C
- Cantono (1900–1911)
- Casalini (1969–)
- Covini (1978–)
- Ceirano (1901–1904)
- Chiribiri (1910–1928)
- Cisitalia (1946–1965)
- Cizeta (1988–1995)
- Conrero (1951–1961)

#### D
- De Tomaso (1959–2004)
- De Vecchi (1905–1917)
- Diatto (1905–1927)

#### E
- DR (2006–)
- Effedi (1979-)
- Elcar (1974-1976)
- Ermini (1948–1962)
- Esperia (1905–1910)

#### F
- Faralli & Mazzanti (2006–)
- FAST (1919–1925)
- Ferrari (1939-)
- Ferrario (1969-1974)
- Ferves (1965–1970)
- FIAT (1899-)
- Fides (1905–1911)
- Fimer (1948–1949)
- Fissore (1920–1984)
- FLAG (1905–1908)
- Florentia (1903–1912)
- FOD (1925–1927, 1948–1949)
- Fornasari (2001–)
- Franco (1907–1912)

#### G
- Ghia (1915-1973)
- Giottiline (2006–)

#### I J
- IENA (1921–1925)
- Innocenti (1961–1996)
- Intermeccanica (1960–1975)
- Isetta (1950-talet-1970)
- Iso Rivolta (1953–1974)
- Isotta Fraschini (1900–1948)
- Itala (1904–1935)
- IVECO (1975-)
- Junior (1905–1910)

#### L
- Lamborghini
- Lancia (1906-)
- Lanza (1895–1903)
- Lawil (1967–1986)
- LMX Sirex (1968-1974)
- Lombardi (1969–1974)

#### M
- Maggiora (1905)
- Majocchi (1898–1906)
- Marca-Tre-Spade (1908–1911)
- Marchand (1898–1909)
- Maserati (1914-)
- Mazzieri (1993–1994)
- Menon (1897–1902)
- Monterosa (1959–1961)
- Moretti (1945–1984)

#### N O
- Nardi (1947–1964)
- Nazzaro (1912–1923)
- OM (1918–1939)
- OSCA (1947–1967)
- OSI (1963–1968)
- Otas (1969-1971)

#### P
- Pagani (1999–)
- Piaggio (1884-)
- Picchio Racing Cars (1989-)
- Pininfarina (1930-)[55]
- Prinetti & Stucchi (1898–1902)

#### Q R
- Qvale (2000–2003)
- Rapid (1905–1921)

#### S
- Savio (1965-1983)
- SCAT (1906–1923)
- Scirea (1910–1927)
- Serenissima (1965–1970)
- SIAM (1921–1923)
- Siata (1948–1970)
- Siva (1967–1970)
- SLC (2005-)
- SPA (1906–1926)
- Standard/FAS (1906–1912)
- Stanga (1948-1952)
- Stanguellini (1946–1966)
- Storero (1912–1919)

#### T-Z
- Taurinia (1902–1908)
- Temperino (1919–1924)
- Titania (1966)
- Turinelli & Pezza (1899)
- Vaghi (1920–1924)
- Vespa (1957–1961)
- Zagato (1919-)[56]
- Zust (1905–1918)

### Jugoslavien
- Zastava såld som Yugo i USA (1953-2008)

### Kroatien
- DOK-ING
- IPIM
- Rimac Automobili

### Lettland
- Ford-Vairogs
- RAF
- Russo-Balt
- VEF

### Liechtenstein
- Jehle (1978-1992)
- Orca (2003-2007)

### Litauen
- KAG

### Monte Carlo
- Montecarlo (1983-) [57]

### Makedonien
- FAS Sanos

### Nederländerna
- Aerts/Neerlandia (1899)
- Altena (1900-1906)
- Anderheggen (1899-1902)
- Autolette (1905-1906)
- Bij't Vuur (1902-1906)
- Burgers (1898-1906)
- Burton (1971-) [58]
- Carver (2006-)
- Charon (1985-)
- Canta (1995-2017)
- DAF (1958-1975)
- Donkervoort (1978-)
- Econoom (1913-1915)
- Entrop (1909)
- Eysink (1903-1919)
- Gatso (1948-1950)
- Gelria (1899-1906)
- Groninger (1898-1899)
- Hansan (1958)
- Hillen (1913)
- Huet Brothers (2008)
- Inrij Canta
- Le Patron (199?-)
- Max (1988-1990)
- Omnia (1900-1911)
- Ruska (1968-c.1982)
- Shelter (1956)
- Simplex (1898-1917)
- Spijkstaal (1972-1977, eller 1938-)
- Spyker (1898-1925)
- Spyker (1999-2021)
- Startwin (1991-)
- Vandenbrink (1997-2006)
- Van Gink (1899-1903)
- Waaijenberg (1986-)

### Norge
- Bjering (1918-1920)
- Buddy
- Fossum (1906-1907)
- FYK (2002-)
- Kewet
- Norsk (1907-1911)
- Norsk Geijer (1923-1930)
- Strømmen (1933-1936)
- Pivco
- Th!nk (1991-2011)
- Troll (1955-1957)

### Polen
- AMZ-Kutno (1999-)
- Autosan
- CWS (1918-1931)
- FSC
- FSM (1971-1992)
- FSO (1951-2002)
- Honker
- Mikrus (1957-1960)
- Polski Fiat
- Polonez (1978 - 2002)
- Solaris  (1999-) [59]
- Syrena
- Warsawa

### Portugal
- Asterio (bilmärke) (2009 - )
- Edford (1936-1938)
- Entreposto (1982-1984)
- Marlei (1950-talet)
- Bravia (sedan 1964)
- Portaro
- UMM (1978-)
- Vinci (bilmärke) (2008-)

### Rumänien
- ARO (1956-2002)
- Automobile Craiova
- Automobile Dacia
- IAR
- Malaxa (1945)
- Oltcit (1976-1991)
- Rocar
- Roman
- ROMLOC
- Uzinele Braşov

### Ryssland
- 33Motors (2005)
- A Level
- Altay
- AMO (1916-1931)
- Avtokad (2000-)
- Bronto (1993-)
- Derways (2006-)
- Dragon
- EL Motors (1997-)
- GAZ även känd som Volga
- IMZ-Ural
- IZH
- KamAZ
- KAvZ
- KIM (1930-1947)
- Lada
- LZh
- Marussia (2007-2014)
- Moskvitch (1929-2002)
- Nami (1920-) [60]
- PAZ
- SeAZ
- SMZ (1958-1970)
- Sollers JSC
- SZD  (1970-1997)
- TagAZ
- Tjajka
- Torgmash
- VAZ (1970-)
- UAZ (1941-)
- UralAZ (1941-)
- ZIL (1956-2012)
- ZIS (1931-1956)

### San Marino
- DECSA (1982-1987)
- Epocar (1991-1993)

### Schweiz
- Ajax (1906-1910)
- Albar (1978-)
- Asper (1908-1911)
- Beck Engineering & Composites
- Belcar
- Berna (1902-1911)
- Brunau-Weidmann (1907)
- Cegga (1960-1970)
- Ciem (1902-1905)
- Croco
- Donnet-Zedel (1914-1934)
- Dufaux (1904-1906)
- Egg & Egli (1896-1919)
- Enzmann (1957-1967)
- Ernst (1905-1908)
- Fischer (1908-1914)
- Gmur (1914)
- Helios (1906-1907)
- Henriod (1893-1898)
- JM (1913)
- Kauffmann (1896-1905)
- Leblanc (1998-)
- Lucerna (1907-c.1909)
- Lucia (1903-1908)
- Martini (1897-1933)
- Maximag (1922-1928)
- Millot (1906-1907)
- Minelli (1998-)
- Monteverdi (1956-1992)
- Moser (1914-1924)
- Orca
- Orion (1900)
- Pic-Pic (1906-1924)
- Popp (1898)
- Rapid (1899-1900)
- Rapid (1946-1951)
- Rinspeed (1995-)
- Safir (1906-c.1909)
- Saurer (1896-1917)
- Sbarro (1967-)
- Sigma (1909-1914)
- SLM (1899; 1934-1935)
- SNA (1903-1913)
- Soletta (1956-1976)
- Speidel (1914-1922)
- Stella (1906-1913)
- Thury-Nussberger
- Tribelhorn (1899-1920)
- Turbo (1921-1922)
- Turicum (1904-1914)
- Weber (1899-1906)
- Yaxa (1912-1914)
- Zédel (1907-1908)
- ZFG (1968-1970)

### Serbien
- FAP
- IDA-Opel
- Ikarbus
- IMR
- Zastava/Yugo

### Slovakien
- TAZ (1973-1999)

### Slovenien
- TAM
- IMV
- REVOZ

### Spanien
- Abadal (1912-1923; 1930)
- AFA (1943-1944)
- America (1917-1922)
- Anglada (1902-1905)
- Authi (1966-1976)
- Avia
- Barreiros (1951-1969)
- Biscuter (1953-1958)
- Ceyc (1923-1931)
- Clúa (1959-1960)
- Comarth (1999-)
- Dagsa (1954-1955)
- David (1914-1922; 1951-1957)
- El Fénix (1901-1904)
- Elizalde (1914-1928)
- España (1917-1928)
- Eucort (1946-1953)
- Hispano Aleman (1970-1976)
- Hispano-Guadalajara (1918-1923)
- Hispano-Suiza (1904-1938) (2019 c.-) [61]
- Hisparco (1924-1929)
- Hurtan (1992-) [62]
- Ideal (1915-1922)
- Imperia-Abadal
- IPV
- Irizar
- Izaro (1922)
- Kapi (1950-1955)
- La Cuadra (1898-1902)
- Landa (1919-1931)
- M.A. Alvarez
- Matas/SRC (1917-1925)
- Mazel
- Munguía Industrial,S.A.
- Nacional G (1939-1940)
- Nacional Pescara (1929-1932)
- Nike (1917-1919)
- Orix (1952-1954)
- Otro Ford (1922-1924)
- Pegaso (1946-1994)
- P.T.V. (1956-1962)
- Ricart-Pérez (1922-1926)
- Ricart (1926-1928)
- Ricart-España (1928-1930)
- Santana
- Sava
- SEAT (1949-)
- Spania GTA (1994-) [63]
- Tauro Sport Auto (2010-)
- TH (1915-1922)
- Tramontana (2007-)
- TZ (1956-c.1969)
- URO (1981-)  [64]
- Victoria (1919-1924)

### Storbritannien och Nordirland

#### 3 7
- 356 Sports (2005-2006)
- 3GE (2008-2011)
- 7X Design (2019-) [65]

#### A
- Abbey (1922)
- A.B.C. (1920-1929)
- Aberdonia (1911-1915)
- Abingdon (1902-1903)
- Abingdon (1922-1923)
- AC Cars (sedan 1908)
- Academy (1906-1908)
- Accles-Turrell (1899-1901)
- Ace (1912-1916)
- Achilles (1904-1908)
- Adams (1905-1914)
- Adamson (1912-1925)
- Addison (1906)
- Advance (1902-1912)
- AEM (1987)
- Aero Car (1919-1920)
- Aeroford (1920-1925)
- Africar (1982-1988)
- AGR (1911-15)
- Airedale (1919-1924)
- AJS (1909-1931)
- Albany (1903-1905)
- Albany (1971-1997)
- Albatros (1923-1924)
- Alberford (1922-1924)
- Albert (1920-1921)
- Albion (1899–1980)
- ALC (1913)
- Alex (1908)
- Allard (1899-1902)
- Allard (1937-1960)
- Alldays & Onions (1898-1918)
- Allwyn (1920)
- All-British (1906-1908)
- Alta (1931-1947)
- Alvechurch (1912)
- Alvis (1919-2004)
- Amazon (1921-22)
- André (1933-1934)
- Anglian (1905-1907)
- Anglo-American (1899-1900)
- Anglo-French (1896-1897)
- Angus-Sanderson (1919-1927)
- Aquada
- Arab (1926-1928)
- Arash Cars
- Arbee (1904)
- Archer (1920)
- Arden (1912-1916)
- Argon (1908)
- Argyll (1899-1928)
- Argyll (1976-1990)
- Ariel (1898-1915; 1922-1925)
- Arkley (1970-1995)
- Armadale (1906-1907)
- Armstrong (1902-1904)
- Armstrong (1913-1914)
- Armstrong Siddeley (1919-1960)
- Armstrong Whitworth (1904-1919)
- Arno (1908)
- Arnold (1896-1898)
- Arnott (1951-1957)
- Arrol-Aster (1927-1931)
- Arrol-Johnston (1896-1928)
- Arsenal (1898-1899)
- Ascari (1995-)
- Ascot (1904)
- Ascot (1928-1930)
- Ashley (1954-1962)
- Ashton-Evans (1919-1928)
- Asquith (1901-1902)
- Asquith (1981-) [66]
- Aster (1922-1930)
- Aston Martin (1921-)
- Astra (1954-1959)
- Astral (1923-1924)
- Atalanta (1915-1917)
- Atalanta (1937-1939)
- Atlantis (1981-1986)
- Athmac (1913)
- Atkinson and Philipson (1896)
- Atomette (1922)
- Attila (1903-1906)
- Aurora (1904)
- Ausfod (1947-1948)
- Austin (1906-1989)
- Austin-Healey (1952-1971)
- Automobile Manufacturing Company (AMC) (1900-1910)
- Autotrix (1911-1914)
- Autocrat (1920-talet) (se Hampton)
- Autovia (1936-1938)
- AV (1919-1924)

#### B
- Baby Blake (1922)
- Baker & Dale (1913)
- Banham (1994-2004)
- Bantam (1913)
- Barnard (1921-1922)
- Barnes (1904-1906)
- Batten (1935-1938)
- Baughan (1920-1929)
- Bayliss-Thomas (1922-1929)
- Bean (1919-1929)
- Beardmore (1919-1966)
- Bedford (1931-1986)
- Belsize (1901-1925)
- Bentley (1919-)
- Berkeley (1956-1961)
- Berkeley (1991-)
- Bifort (1914-1920)
- Billings-Burns (1900)
- Black Prince (1920)
- Blériot-Whippet (1920-1927)
- Bond (1948-1974)
- Bound (1920)
- Bow-V-Car (1922-1923)
- BPD (1913)
- Bradshaw EV (1976-) [67]
- Bradwell (1914)
- Brotherhood (1904-1907)
- Brough Superior (1935-1939)
- Brown-Whitney (1899-1901)
- BSA (1907-1926; 1929-1940)
- Breckland Technology (2000-2009)
- Bristol (1946-)
- Britannia (1913-1914)
- British Salmson (1934-1939)
- Broadway (1913)
- Brooke (1901-1913)
- Brooke (1991-)
- Buckingham (1914-1923)
- Buckler (1947-c.1962)
- Burney (1930-1933)
- Bushbury Electric (1897)

#### C
- Calcott (1913-1926)
- Calthorpe (1905-1926)
- Cambro (1920-1921)
- Caparo (2006-2019)
- Carden (1912-1923)
- Carlette (1913)
- Castle Three (1919-1922)
- Caterham 1973-)
- CFB (1920-1921)
- Centaur (1974-1978)
- Chambers Motors (1904-1929)
- Charawacky (1894-1914)
- Chater-Lea (1907-1922)
- Chota (1912-1913)
- Christchurch-Campbell (1922)
- Clan (1971-1974)
- Clan (1982-1985)
- Clarendon (1902-1904)
- Climax (1905-1909)
- Cluley (1921-1928)
- Clyno (1922-1930)
- Commer (1905-1979)
- Connaught (1952-59)
- Connaught (2004-)
- Cooper (1946-) [68]
- Coronet (1957-1960)
- Coventry Premier (1912-1923)
- Coventry-Victor (1926-1938)
- Crossley (1904-1937)
- Crouch (1912-1928)
- Crowdy (1909-1912)
- Croxted (1904-1905)

#### D
- Daimler (1896-)
- Dalgliesh-Gullane (1907-1908)
- Dare (Bilmärke) (1990-) [69]
- Dawson (1919-1921)
- Deasy (1906-1911)
- Dendrobium (bilmärke) (2017-) Tillverkas också i Singapore
- Dellow (1949-1959)
- DeLorean (1975-1982)
- Diva (1961-1966)
- Dutton Cars (1969-1989)

#### E
- Eadie (1898-1901)
- EBM Sportcars  (1994-2009)
- Economic (1921-1922)
- Edismith (1905)
- Enfield (1969-1973)
- Ekstromer (1905)
- Electric Motive Power (1897)
- Electromobile (1901-1920)
- Elswick (1903-1907)
- Elva (1958-1968)
- Emms (1922-1923)
- Endurance (1899-1901)
- Esculapeus (1902)
- Evante (1983-1994)

#### F
- Fairthorpe (1954-1973)
- Farboud (2004-)
- Frazer Nash (1924-1957)
- Frisky (1958-1961)

#### G
- Galloway (1920-1928)
- Gardner Douglas (1990-) [70]
- Garrard (1904)
- Garrard & Blumfield (1894-1896)
- Geering (1899-1904)
- Gerald (1920)
- Gibbons (1917-1929)
- Gilbern (1959-1973)
- Gilbert (1901)
- Gilburt (1904-1905)
- Gill (1958-1960)
- Ginetta (1957-)
- GN (1910-1925)
- Gnome (1925-1926)
- Godfrey-Proctor (1928-1929)
- Gordon Murray Automotive (GMA)
- Gordon-Keeble (1960-1961; 1964-1967)
- Grinnall (1993-) [71]
- Grose (1898-1901)
- Guy (ca1919-1932)
- GWK (1911-1931)
- Gwynne (1922-1929)
- Gwynne-Albert (1923-1929)

#### H
- Hampton (1911-1933)
- Healey (1946-1954)
- Hewinson-Bell (1900)
- Hill & Stanier (1914)
- Hillman (1907-1976)
- Horstmann Cars (1914-1929)
- HRG (1936-1956)
- Hubbard (1904-190[5)
- Humber (1896-1976)

#### I
- Iden (1904-1907)
- Imperial (1901-c.1906)
- Imperial (1904-1905)
- Imperial (1914)
- Invacar (1947-1977)
- Invicta (1900-1905)
- Invicta (1913-1914)
- Invicta (1925-1950)
- Invicta (2004-)

#### J
- Jaguar (1945-)
- James and Browne (1901-1910)
- Jappic (1925)
- Jensen (1936-1976; 1983-1992; 1999-2002)
- Jensen-Healey (1972-1976)
- Joel-Rosenthal (1899-c.1902)
- John O'Gaunt (1901-1904)
- Jowett (1906-1954)
- JZR (1989-1998, 2000-)

#### K
- Karminski (1902)
- Kieft (1954-1955)
- Kingsburgh (1901-1902)
- Kyma (1903-1905)

#### L
- LAD (1913-1926)
- Ladas (1906)
- Lagonda (1906-1964)
- Lambert (1911-1912)
- Lammas-Graham (1936-1938)
- Lanchester (1895-1956)
- Land Master (1970-talet-1980-talet)
- Land Rover (1948-)
- Larmar (1919-1951)
- Lea-Francis (1903-1906; 1920-1935; 1937-1952; 1980-)
- Lee Stroyer (1903-1905)
- Lems (1903-1904)
- Lester Solus (1913)
- Leuchters (1898)
- LEVC (2013-)
- Leyland (1920-1923)
- Liege (1995-)
- Light Car Company/LCC
- Lister (1954-1959; 1986-)
- Lloyd (1936-1950)
- Locost (1995-)
- Lola (1958-2012)
- Lonsdale (1982-1983)
- Lotis (1908-1912)
- Lotus (1951-)
- LTI (1919-2013)
- Lucar (1913-14)

#### M
- Madelvic (1898-1900)
- Maiflower (1919-1921)
- Marauder (1950-1952)
- Marcos (1959-2007)
- Marendaz (1926-1936)
- Marlborough (1906-1926)
- Maudslay (1902-1923)
- McLaren (1969-1970; 1993-1998; 2005-)
- MG (1923-)
- Midas (1978-1988)
- Mini (1959-2000)
- Mini (BMW) (2001-)
- MK Indy (1996-)
- Morgan (1910-)
- Morris (1913-1983)
- Motor Carrier (1904)

#### N
- Napier (1900-1924)
- Napoleon (1903)
- New Carden (1923-1925)
- Nobel (1958-1962)
- Noble (1999-)
- Nomad (1926)
- Nova (1971-)

#### O
- Ogle (1960-1972)
- Omega (1925-1927)
- One of the Best (1905)
- Oppermann (1898-1907)
- Opperman Unicar (1956-1959)

#### P
- Palm (1922-1923)
- Palmerston (1920-1922)
- Panther (1972-1992)
- Paramount (1950-1956)
- Paydell (1924-1925)
- Payze (1920-1921)
- Peel (1955-1966)
- Peerless (1957-1960)
- Perry (1913-1916)
- Phoenix (1903-1926)
- Phoenix (1905)
- Piper (1967-1975)
- Projecta (1914)

#### Q
- Quadrant (1905-1906)
- Quasar-Unipower (1968)
- Queen (1904-1905)

#### R
- Radical (1997-)
- Railton (1933-1950)
- Railton (1989-1994)
- Ralph Lucas (1901-1908)
- Range Rover (1970-)
- Rapier (1933-1937)
- Reliant (1952-2002)
- Rex (1901-1914)
- Rickett (1858-1860)
- Ridley (1901-1907)
- Riley (1898-1969)
- Rochdale (1952-1968)
- Rodley (1954-1956)
- Rolls-Royce (1904-)
- Roper-Corbet (1911-1913)
- Rover (1904-2005)
- Rudge (1912-1913)
- Russon (1951-1952)
- Ruston-Hornsby (1919-1924)
- RV Dynamics [72] (1995-2008)
- Ryley (1901-1902)
- Rytecraft (1934-1940)

#### S
- Santler (1889-1922)
- Scootacar (1957-1964)
- Scott (1921-1925)
- Sheffield-Simplex (1907-1920)
- Sheppee (1912)
- Siddeley (1902-1904)
- Siddeley-Deasy (1912-1919)
- Simplic (1914)
- Sinclair (1984-1985)
- Singer (1905-1970)
- Skeoch (1921)
- Skirrow (1936-1939)
- Smith & Dowse (1900)
- Sports Junior (1920-1921)
- Squire (1935-1936)
- SS (1934-1945)
- Standard (1903-1963)
- Star (1898-1932)
- Sterling (1987-1992)
- Straker-Squire (1906-1925)
- Strathcarron (1998-2001)
- Sunbeam (1899-1937; 1953-1976)
- Sunbeam-Talbot (1938-1954)
- Swallow (1931-1934)
- Swallow Doretti (1954-1955)
- Swift (1900-1931)

#### T
- Talbot (1903-1938)
- Tamplin (1919-1925)
- Thames (1952-1962)
- Tiny (1912-1915)
- Tornado (1958-1964)
- Tourette (1956-1958)
- Toward & Philipson (1897)
- Trident (1965-1978)
- Trident (1999-)
- Triking (1978-)
- Triumph (1923-1984)
- Trojan (1922-1936; 1962-1965)
- Turner (1951-1966)
- TVR (1949-2012)
- Tyseley (1912-1914)

#### U
- Ultima GTR (1992-)
- Unipower (1966-1970)
- Urecar (1923)
- Utopian (1914)

#### V
- Vale (1932-1935)
- Valveless (1908-1915)
- Vanden Plas (1960-1980)
- Vapomobile (1902-1904)
- Vauxhall (1903-)
- Velox (1902-1904)
- Vulcan (1902-1928)

#### W X Z
- Warne (1913-1915)
- Warwick (1960-1962)
- Weigel (1906-1909)
- Westfield (sedan 1982)
- Whitlock (1903-1932)
- Wigan-Barlow (1922-1923)
- Wilbrook (1913)
- Williamson (1913-1916)
- Wilson-Pilcher (1901-1904)
- Wolseley (1896-1975)
- Woodrow (1913-1915)
- Wrigley (1913)
- Xtra (1922-1924)
- Zenos (2012-) [73]

### Sverige
- Allvelo
- AB Thulinverken
- AMG
- Arlöfs
- Åtvidaberg
- Boes Motor & Mekanik
- Caresto
- Cederholm
- Catlin
- Dala7
- Design by Ulf
- Esther (bilmärke) (1987-2013)
- Fram-King-Fulda
- GEA (1902-1909)
- Gin1
- GOX Teknik
- HB
- Hélios
- Hult Healey
- Husqvarna
- Indigo (1994-2000)
- Jösse Car
- Koenigsegg
- Laboratorio BEBI
- LT
- LMV
- Mania Spyder
- Mascot
- NEVS (2012-)[74]
- OBC
- Pilot
- Polestar (1996-)
- Racing Plast Burträsk
- Reva
- Rengsjöbilen (1914-1916)
- SAAB
- Scania
- Scania-Vabis
- Self
- SAF
- Svensk Elektrobil
- Söderbloms Gjuteri & Mekaniska Verkstad
- Södertelje Verkstäder (1901-1906)
- Tidaholm (1903-1934)
- Tjorven
- Uniti (2016-)
- UNO
- Vabis
- Volvo

### Tjeckien
- 4ekolka (2016)
- Aero (1929-1947)
- Aspa (1924-1925)
- AVIA
- C.A.S. (1920)
- Disk (1924)
- Ecora
- Elpo
- Enka (1926-1930)
- ESO (1957)
- FRM (1935)
- Gatter (1926-1937)
- Gnom (1921-1924)
- Hakar
- ISIS (1922-1924)
- Jawa (1929-c.1972)
- KAN (1911-1914)
- Kolowrat (1920)
- Kohout (1905)
- Kroboth (1930-1933)
- Laurin & Klement (1895-1925)
- LIAZ (1907-2009)
- Linser (1906)
- Magda (1948)
- MTX
- Myron (1934)
- Orion (1930)
- Panek (1921)
- Praga (1907-1935)
- Premier (1913-1914)
- RAF (1907-1913)
- Ringhoffer (1923)
- RULO
- Sibrava (1921-1929)
- Škoda (1924-)
- Slatinany (1912)
- Start (1921-1931)
- Stelka (1920-1922)
- Tatra (1897-1998)
- TAZ (1961-1999)
- Trimobil (1922)
- Vaja (1929-1930)
- Vechet (1911-1914)
- Velorex (1951-1971)
- Velox (1907-1910)
- Walter (1908-1937)
- Wikov (1927-1936)
- Z (Zbrojovka) (1924-1936)

### Tyskland

#### A
- AAA (1919-1922)
- Aachener (1902)
- AAG (1900-1901)
- Adler (1900-1940)
- Alan (1923-1925)
- AFM (1949-1953)
- AGA (1919-1929)
- Alfi (1921-1924)
- Alliance (1904-1905)
- Allright (1908-1913)
- Alpina (1965-)
- Altmann (1905-1907)
- Amor (1924-1925)
- Amphicar (1961-1968)
- Ansbach (1910-1913)
- Anker (1919-1920)
- Apal (1998-2008)
- Apollo (1910-1927)
- Argus (1902-1910)
- Arimofa (1921-1922)
- Artega (2007-)
- Atlantic (1921-1923)
- Auto Union (1932-1969)
- AWS (1971-1974)
- Audi (1909-1939; 1965-)

#### B
- Baer (1921-1924)
- BAG (1957-1959]
- Barkas
- Beaufort (1901-1906)
- Beckmann (1900-1926)
- BEF (1907-1913)
- Benz (1883-1926)
- Benz Söhne (1906-1926)
- Bitter (1973-c.1992)
- BMW (1916-)
- Binz (1936-) [75]
- Binz International [76]
- Boes (1903-1906)
- Borgward (1939-1961)
- Brabus (1977-)
- Brennabor (1908-1934)
- Brütsch (1952-1958)
- Butz (1934)

#### C
- Cargofun [77]
- Certus (1928-1929)
- Champion (1948-1954)
- Cito (1905-1909)
- CityEl (1987-)
- Club (1922-1924)
- Colibri (1908-1911)
- Cudell (1899-1908)
- Cyklon (bilmärke) (1902-1929)

#### D
- Daimler (1885-1889)
- Dauer Sportwagen (1987-2008)
- Daus
- De Dietrich
- Deutz (1907-1911)
- Diabolo (1922-1927)
- Diana (1922-1923)
- Dixi (bilmärke) (1904-1928)
- DKW (1928-1966)
- DMG (1890-1902)
- Dehn (1924)
- Dürkopp (1898-1927)
- Dux (1905-1926)

#### E
- EAM (1990)
- EGO (1921-1926)
- Ehrhardt (1905-1924)
- Ehrhardt-Szawe (1924-1925)
- Eisenach (1898-1903)
- EMW (1945-1956)
- Erdmann (1904-1908)
- Excelsior-Mascot (1911-1922)
- Exor (1923)
- Express (1901-1910)

#### F
- Fadag (1921-1925)
- Fafag (1921-1923)
- Fafnir (1908-1926)
- Falcon (1921-1926)
- Falke (1899-1908)
- Faun (1921-1928)
- Favorit (1908-1909)
- Feldmann (1905-1912)
- Flitzer (1948-1953)
- Ferbedo (1923-1925)
- Neckar (1957-1971)
- Framo (1932-1937)
- Freia (1922-1927)
- Fuldamobil (1950-1960)
- Fulmina (1913-1926)

#### G
- Gaggenau (1905-1911)
- Gasi (1921)
- Geha (1910-1923)
- Glas (1955-1969)
- Goggomobil (1955-1969)
- Goliath (1924-1961)
- Grade (1921-1926)
- Gridi (1923-1924)
- Gumpert (2004-)
- Gutbrod (1904-2005)

#### H
- HAG (1922-1925)
- HAG-Gastell (1925-1927)
- Hanomag (1925-1952)
- Hansa (1906-1939)
- Hartge (1971-2019)
- Hataz (1921-1925)
- Hauser (1997-2008)
- Hawa (1923-1925)
- Heim (1921-1926)
- Heinkel (1955-1958)
- Henschel (1899-1906)
- Hexe (1905-1907)
- Hildebrand (1922-1924)
- Hoffmann (1954-1955)
- Horch (1900-1939)

#### I
- IFA (1948-1956)
- Induhag (1922)
- Irmscher (1993-) [78]
- Isdera (1982-)

```
Irmscher
```

#### J
- Jetcar (2000-)
- Joswin (1920-1924)
- Juho (1922)

#### K
- Keinath (1996-)
- Kenter (1923-1925)
- Koenig Specials (1977-)
- Kleinschnittger (1950-1957)
- Koco (1921-1926)
- Komet (1922-1924)
- Komnick (1907-1927)
- Kondor (1902-1904)
- Körting (1922-1924)
- Kroboth (1954-1955)
- Kühlstein (1898-1902)

#### L
- Leichtauto (1924)
- Lindcar (1922-1925)
- Lipsia (1922-1924)
- Lloyd (1906-1914; 1950-1963)
- Loreley (1906-1928)
- Lotec (1981-)
- Lux (1897-1902)

#### M
- Mada (1947-1949)
- MAF (1908-1921)
- Maico (1955-1958)
- Maja (1923-1924)
- MAN
- Maybach (1921-1940; 2002-)
- Mannesmann (1923-1929)
- Mars (1906-1908)
- Maurer-Union (1923-1929)
- Mauser (1923-1929)
- MCA (1962-1964)
- Melkus (1969-c.1980)
- Mercedes (1886-)
- Mercedes-AMG (1967-)
- Merkur (1985-1989)
- Messerschmitt
- Meyra (1948-1956)
- Minimus (1921-1924)
- Mock (1924)
- Morgan (1924-1925)
- Multicar
- MWD (1911-1912)
- Mölkamp (1923-1926)

#### N
- Nacke (1901-1913)
- NAG (1901-1934)
- Neckar (1957-1971)
- NSU (1905-1929; 1958-1977)
- NSU-Fiat (1929-1957)
- Nug (1921-1925)

#### O
- Omikron (1922-1925)
- Opel (1898-)
- Orient Express (1895-1903)
- Oryx (1907-1922)

#### P
- Pawi (1921)
- Pegasus (1995-)
- Phänomen (1907-1927)
- Piccolo (1904-1912)
- Pilot (1923-1925)
- Pinguin (1953-1955)
- Pluto (1924-1927)
- Podeus (1911-1914)
- Porsche (1931-)
- Presto (1901-1927)
- Priamus (1901-1923)
- Primus (1899-1903)
- Protos (1899-1926)

#### R
- Rabag/Rabag-Bugatti (1922-1926)
- Röhr (1927-1935)
- Rollfix (1933-1936)
- Robur
- Rumpler (1909-1925)

#### S
- Sablatnig-Beuchelt (1925-1926)
- Sachsenring (1956-1959)
- SB/Slaby-Beringer (1920-1924)
- Scheibler (1900-1907)
- Securus (1906)
- Seidel-Arop (1925-1926)
- Selve (1919-1929)
- S.H.W. (1924-1925)
- Simson/Simson Supra (1911-1933)
- Smart (1997-)
- Solidor (1905-1907)
- Solomobil (1921-1923)
- Spatz (1956-1958)
- Sperber (1911-1919)
- Sphinx (1920-1925)
- Staiger (1923-1924)
- Standard Superior (1933-1935)
- Staunau (1950-1951)
- Steiger (1914-1926)
- Steudel (1904-1909)
- Stoewer (1899-1940)
- Stolle (1924-1927)
- Szawe (1921-1924)

#### T
- Taunus (1907-1909)
- TechArt
- Tempo (Matador) (1933-1956)
- Thurner (1970-1973)
- Titan
- Tornax (1934-1937)
- Tourist (1907-1920)
- Trabant (1957-1991)
- Trippel (1934-1944)
- Turbo (1923-1924)

#### U V
- Utilitas (1920-1921)
- Unimog (1948-)
- Victoria (1900-1909; 1957-1958)
- Volkswagen, VW (1937-)
- Voran (1926-1928)
- Veritas (1947-1953)
- Vogtland (1910-1912)

#### W
- Wanderer (1911-1942)
- Wartburg (1898-1904) (1956-1990)
- Weidner (1957-1958)
- Wiesmann (1985-2014)
- Wendax (1950-1951)
- Wenkelmobil (1904-1907)
- Wesnigk (1920-1925)
- Westfalia (1906-1914)
- Wiesmann (sedan 1997)
- Windhoff (1908-1914)
- Wittekind (1922-1925)

#### Y
- 'Yes! (1999-)

#### Z
- Zender (1985-c.1990)
- Zündapp (1956-1958)
- Zwickau

### Ukraina
- AntoRus
- Bogdan Corporation
  - Cherkasky Avtobus
  - LuAZ
- Etalon-Avto Corporation
  - ChAZ
  - Stryi-Avto
- Eurocar
- KrASZ
- HalAZ
- Iveco Motor Sich
  - VEPR
- Morozov Plant
- KrAZ
- LAZ
- UkrAvto Corporation
  - ZAZ

### Österrike
- Achleitner
- Alba (1907-1908)
- Austro (1913-1914)
- Austro-Daimler (1899-1934)
- Austro-Fiat
- Austro-Tatra
- Avis (1921-1928)
- Baja (1920-1925)
- Braun (1900-1907)
- Celeritas (1901-1903)
- Custoca (1970-1986)
- Denzel (1948-1960)
- ESA (1920-1926)
- Felber (1952-1954)
- Gloriette (1932-1934)
- Gloria (1934-1938)
- Gräf & Stift
- Grofri (1921-1927)
- Hoffmann & Czerny (1907)
- Jamos (1964)
- Kainz (1900-1901)
- KAN (1911-1914)
- Kronos (1905-1907)
- KTM (1992-)
- Leesdorfer (1898-1901)
- Libelle (1952-1955)
- Linett (1921-1928)
- Linser (1906-1908)
- Lohner-Porsche (1896-1906)
- Magna Steyr
- Möve (1953)
- Perfekt (1909-1914)
- Perl (1921-1926; 1951-1952)
- Puch
- Spitz (1902-1906)
- Steyr (1920-1941; 1953-1977)
- Steyr-Daimler-Puch (1864-1990)
- Thein & Goldberger (1907-1908)
- Theyer Rothmund (1900)
- Tomaszo (1977-c.1995)
- U-Wagen (1919-1923)
- WAF (1911-1925)
- Wyner (1903-1908)
- ÖAF

## Nordamerika

### Kanada
- Acadian (1961–1971)
- Acme (1910–1911)
- Allard (1999–)
- Amherst (1912)
- Asüna (1992–1995)
- Barrie (1919–1920)
- Bell (1917–1918)
- Bourassa (1926)
- Bricklin (1974–1975)
- Brintnell (1912)
- Brock (1921)
- Brockville (1911–1915)
- Brooks (1923–1926)
- Canadian (1921)
- Canadian Motor (1900–1902)
- Case (1907–1909)
- Campagna (1988-)
- Chatham (1907–1908)
- Clinton (1911–1912)
- Colonial (1922)
- Comet (1907–1909)
- Conquest Vehicle Incorporated[79]
- Crow (1915–1918)
- Danduran & Jennings (1895)
- Dart (1914)
- Davis (1924)
- Detroit-Chatham (1911–1912)
- Diamond Arrow (1909–1912)
- Dominion (1911)
- Dominion (1914)
- Duplex (1907–1909)
- Enterra (1987)
- Fisher (1914–1915)
- Forster (1920–1922)
- Frontenac (1931–1933)
- Frontenac (1959–1960)
- Galt (1911–1912)
- Galt (1913–1915)
- Gareau (1910)
- Gray-Dort (1915–1925)
- Guy (1911)
- Harding (1911–1912)
- Jules 30 (1911–1912)
- Kennedy (1909–1912)
- Leroy (1899–1907)
- Lethbridge (1908–1909)
- Locus
- London Six (1922–1924)
- Manic GT (1969–1971)
- Marathon (1976–1981)
- McKay (1911–1914)
- McLaughlin (1908–1922)
- McLaughlin Buick (1923–1942)
- Menard (1908–1910)
- Meteor (1949–1976)
- Monarch (1946–1961)
- Moose Jaw Standard (1916–1918)
- National
- Oxford (1913–1915)
- Palm (1918–1919)
- Peck (1913)
- Plethore
- Publix (1947–1948)
- Queen (1901–1903)
- Regal (1914–1917)
- Roberts Six (1921)
- Royal Six (1921)
- Russell (1905–1916)
- Russell-Knight (1910–1915)
- Sager (1910)
- Sellew-Royce (1911)
- Still (1899–1903)
- Studebaker (1963–1966)
- Timmis (1968–)
- Tudhope (1906–1913)
- Tudpole
- Two-in-One
- Winnipeg (1921)
- Wright (1929)
- ZENN (2006–2010)

### Mexiko
- Cimex
- Dina
- FANASA
- Mastretta
- VAM

### USA

#### 2 4
- 2nd Chance Classics (1980-1989)
- 4-ME (1988)

#### A
- Abbott-Detroit (1909–1916)
- ABC (1906–1910)
- Able (1917–1919)
- A Car Without A Name (1909)
- AC Propulsion (1997–)[80]
- Ace (1920–1922)
- Acme (1903–1911)
- Adams-Farwell (1905–1911)
- Adria (1921–1922)
- Advanced Automotive Technologies (1988-)[81]
- Aerocar (1905–1908)
- Aerocar (1946)
- Airscoot (1947)
- Airway (1949–1950)
- Ajax (1914–1915)
- Ajax (1920–1921)
- Ajax (1925–1926)
- Aland (1916–1917)
- Albany (1907–1908)
- Alco (1909–1913)
- Aldo (1910)
- Alena (1922)
- All-Steel (1915–1916)
- Allen (1913–1914)
- Allen (1913–1921)
- Allen Kingston (1907–1909)
- Allied (1932–1934)
- Allstate (1952–1953)
- Alpena (1910–1914)
- Alsace (1920–1921)
- Alter (1915–1917)
- Altham (1896–1899)
- Altman (1901)
- Aluminum (1920–1922)
- Amalgamated (1917–1919)
- Ambassador (1921–1925)
- AMCO (1917–1922)
- America (1911)
- American (1899)
- American (1902–1903)
- American (1911–1912)
- American (1914)
- American (1917–1924)
- American Austin (1930–1934) (senare American Bantam) (1938–1941)
- American Chocolate (1903–1906)
- American Electric (1899–1902)
- American Electric (1913–1914)
- American Locomotive Company (ALCO) (1905–1913)
- American Motors (AMC) (1954–1987)
- American Populaire (1904–1905)
- American Simplex (1906–1910)
- American Steam (1924–1942)
- American Steamer (1922–1924)
- American Tri-Car (1912)
- American Underslung (1905–1914)
- American Waltham (1898–1899)
- American Voiturette
- Ames (1910–1915)
- Amplex (1910–1913)
- Anderson (1901-1902)
- Anteros (2005–)[82]
- Auburn
- Avanti (1965–1991; 2000–)[83]

#### B
- Babcock Electric (1906–1912)
- Bailey Electric (1907–1916)
- Baker Electric (1899–1916)
- Baldwin (1899-1904)[84]
- Balzer (1894–1900)
- Barley (1923–1924)
- Barrows Electric (1895–1899)
- Bates (1903–1905)
- Bay State (1922–1926)
- Beaver (1912)
- Beggs (1919–1923)
- Bell (1916–1922)
- Belmont (1916)
- Bendix Buggies (1907–1909)
- Benham (1914–1917)
- Berg (1903–1905)
- Bergdoll (1910–1913)
- Berrien Buggy (1968–)[85]
- Berkshire (1905–1912)
- Berwick Electric (1904)
- Biddle (1916–1923)
- Biesel (1914)
- Binghamton Electric (1920)
- Binney & Burnham (1901–1902)
- Birmingham (1920–1923)
- Birch (1916–1923)
- Black (1896–1900)
- Black (1908–1910)
- Black Crow (1909–1911)
- Blackhawk (1929–1930)
- Blakely (1972–1987)
- Blast[86]
- Blood (1902–1905)
- Bobbi-Kar (1945–1947)
- Borland Electric (1910–1916)
- Bour-Davis (1915–1922)
- Brew-Hatcher (1904–1905)
- Brewster & Co (1915–1925, 1934–1935)
- Briggs-Detroiter (1912–1917)
- Briscoe (1914–1921)
- Broc Electric (1909–1916)
- Brogan (1946–1952)
- Brook (1920-1921)[87]
- Brush (1907–1912)
- Bryan (1918–1923)
- Buckmobile (1903–1905)
- Buffalo (1900–1902)
- Buffalo Electric (1901–1906, 1912–1915)
- Buffum (1901–1906)
- Buick (1903–)
- Burg (1910–1913)
- Bush (1916–1924)

#### C
- Cadillac (1903–)
- Callaway (1977–)[88]
- Car de Luxe (1906–1910)
- Car-Nation (1912–1915)
- Carbon Motors Corporation (2003–)[89]
- Carhartt (1910–1911)
- Carter (1942-1943)
- Carter Twin-Engine (1907–1908)
- Cartercar (1906–1916)
- Case (1911–1927)
- Cavac (1910)
- Ceco (1914-15)
- Century (1899-1903)
- Century Electric (1911–1915)
- Chadwick (1904–1916)
- Chalmers-Detroit (1908–1924)
- Chandler (1914–1929)
- Chaparral (bilmärke)
- Chapman Electric (1899–1901)
- Checker (1922–1982)
- Chicago Electric (1913–1916)
- Christie (1904–1910)
- Chevrolet (1912–)
- Chrysler (1924–)
- Church
- Church-Field (1912–1915)
- Citicar (1974–1983)
- Clenet
- Cleveland (1919–1926)
- Cleveland Electric (1909–1910)
- Clenet (1976–1986)
- Climber (1919–1924)
- Clipper (1955–1956)
- Coates-Goshen (1908–1910)
- Coats Steamer (1921–1923)
- Coey (1913–1917)
- Colby (1911–1914)[90]
- Cole (1909–1925)
- Colonial (1921–1922)
- Colonial Six (1917)
- Colt (1907)
- Columbia Electric (1897–1913)
- Columbia Six (1916–1924)
- Columbus Electric (1903–1915)
- Comet (1917–1922)
- Commerce (1922)
- Commonwealth (1917–1922)
- Commuter (2004–)[91]
- Consolidated
- Continental (1907-1908)
- Continental (1910-1914)
- Continental (1933–1934)
- Continental (1914)
- Continental Roadster (1907)
- Corbin (1904–1912)
- Cord
- Correja (1908–1915)
- Courier (1904–1905)
- Courier (1910–1912)
- Courier (1923)
- Covert (1902–1907)
- Coyote (1909–1910)
- Crane (1912–1914)
- Crane & Breed (1912–1917)
- Crane-Simplex (1922)
- Crawford (1905–1923)
- Crestmobile (1901–1905)
- Cricket (1913-1914)
- Crofton (1959–1961)
- Crosley (1939–1952)
- Crow-Elkhart (1911–1923)
- Crown (1905–1907)
- Croxton (1909–1910)
- Croxton-Keeton (1909–1910)
- Cunningham (1907–1936)
- Cunningham (1951–1955)
- Curtiss (1920–1921)
- Cutting (1909–1912)
- CVI (1907–1908)
- Cyclops (1957-)

#### D
- DAC (1922–1923)
- Dagmar (1922–1927)
- Daniels (1916–1924)
- Darrin (1955–1958)
- Davis (1908–1929)
- Davis (1914)
- Davis (1947–1949)
- Davis Steam (1921)
- Day (1911–1914)
- Dayton Electric (1911–1915)
- De La Vergne (1895–1896)
- De Luxe (bilmärke) (1910)
- De Mot (1910)
- De Schaum (1908–1909)
- De Tamble (1908–1913)
- De Vaux (1931)
- De Vaux Continental (1932)
- Deal (1905–1911)
- Deco Rides (2000-) [92]
- Del Mar (1949)
- Delling (1924–1927)
- Demotcar (1910–1911)
- Desberon (1901–1904)
- Desoto (1929–1961)
- Detroit (1899–1902)
- Detroit (1904)
- Detroit Cyclecar (1913–1914)
- Detroit-Dearborn (1910–1911)
- Detroit Electric (1907-1939)
- Detroit-Oxford (1905–1906)
- Detroit Steam (1923)
- Detroiter (1912–1917)
- Devin (1955-1964)
- Devon (2008–2013)[93]
- DeWitt (c.1908–1910)
- Diamond T (1905–1911)
- Diana (1925–1928)
- Dile (1914–1916)
- DiMora (1970-) [94]
- Dingfelder (1903)
- Dispatch (1910)
- Dixie Flyer (1916–1923)
- Doble (1914–1918, 1923–1931)
- Dodge (1914–1915)
- Dodge (1914–)
- Dodgeson (1926)
- Dolson (1904–1907)
- Dorris (1906–1925)
- Dort (1915–1924)
- Downing-Detroit (1913–1915)
- Dragon (1906–1908)
- Dragon (2002–)[95]
- Drexel (1916–1917)
- Driggs (1921–1923)
- Driggs-Seabury (1915)
- Dual-Ghia (1956–1962)
- Dudly Bug (1913–1915)
- Duesenberg (1920–1937)
- DuPont (1919–1931)
- Durant (1921–1932)
- Duryea (1893–1917)
- Duesenberg
- Dymaxion (1933–1934)

#### E
- Eagle (1988–1998)
- Earl (1921–1923)
- Eastman (1898–1900)
- Edsel (1958–1960)
- Edwards (1954–1955)
- Eisenhuth (1896–1900)
- Elcar (1915–1931)
- Eldredge (1903–1906)
- Electricar (1950–1966)
- Electric Carriage (1896–1897)
- Electric Vehicle (1897–1899)
- Electro[96]
- Electrobat (se Morris & Salom)
- Elgin (1916–1924)
- Elio 	eliomotors.com (2009-)
- Elmore (1893–1912)
- Emerson (1917)
- E-M-F (1909–1912)
- Empire (1901–1902)
- Empire (1910–1919)
- Empire Steamer (1899–1900)
- Endurance (1922–1924)
- Enger (1909–1927)
- Engler (1914–1915)
- Erskine (1927–1930)
- Eshelman (1953–1960)
- Essex (1919–1932)
- Etnyre (1910–1911)
- Eureka (1900)
- Eureka (1907–1909)
- Everitt (1909–1912)
- Ewing (1908–1911)
- Excel (1914)
- Excelsior
- Excalibur (bilmärke) (1965-1986)
- E-Z-Go (1954–)[97]

#### F
- Fal-Car (1909–1913)
- Falcon-Knight (1927–1929)
- Faraday Future (2014-)
- Faulkner-Blanchard (1910)
- Ferris (1920–1922)
- Fiberfab (1964–1996)
- Fina-Sport (1953–1954)
- Firestone-Columbus (1909–1915)
- Fischer-Detroit (1914)
- Fisker Automotive (2005–2014)
- Flanders Electric (1912–1914)
- Flint (1923–1927)
- Flyer (1913–1914)
- Ford (1903–)
- Formula1 Street[98]
- Foster (1901–1904)
- Fostoria (1915–1916)
- Fox (1921–1923)
- Franklin (bilmärke) (1902–1934)
- Frayer-Miller (1904–1909)
- Frazen (1951–1962)
- Frazer (1947–1951)
- Fredonia (1902–1904)
- Friend (1920–1921)
- Fritchle Electric (1905–1920)
- Frontenac (1921–1925)
- FRP (1914–1916)
- FS (1911–1912)
- Fuller (1907–1909)

#### G
- Gadabout (1913–1915)
- Gaeth (1902–1911)
- Gale (1905–1907)
- Galmer (2006-2011)
- Gardner (1920–1931)
- Garford (1908, 1911–1913)
- Gas-au-Lec (1905–1906)
- Gasmobile (1899–1902)
- Gaylord (1911–1912)
- Gaylord (1955–1956)
- Gem (1917–1919)
- General Motors
- Geo (1988–1998)
- Geronimo (1917–1920)
- GJG (1909–1914)
- Glassic (1966–1976)
- Glasspar (1950–1954)
- Glide (1903–1920)
- Globe Four (1921–1922)
- GMC (1911–)
- Gordon (1947)
- Graham (1930–1941)
- Graham-Paige (1928–1930)
- Grant (1913–1922)
- Gray (1922–1926)
- Great Eagle (1910–1918)
- Great Smith (1907–1911)
- Great Southern (1912–1914)
- Great Western (1910–1916)
- Greenleaf (1902)
- Gregory (1920–1922)
- Grinnell (1910–1913)
- Griswold (1907)
- Grout (1900–1912)
- Grumman LLV (1987-1994)
- Gyroscope (1908–1909)

#### H
- Hackett (1916–1919)
- H.A.L. (1916–1918)
- Halladay (1905–1922)
- Haller (1910)
- Hammer (1905–1906)
- Hammer-Sommer (1902–1904)
- Handley-Knight (1921–1923)
- Hanson (1918–1925)
- Harrison (1905–1906)
- Harroun (1917–1922)
- Harvard (1915–1921)
- Hatfield (1907–1908)
- Hatfield (1916–1924)
- Havers (1908–1914)
- Hawk (1914)
- Haynes (1905–1924)
- Haynes-Apperson (1896–1905)
- HCS (1920–1925)
- Heine-Velox (1905–1906, 1921–1923)
- Henney (1960–1964)
- Henry (1910–1912)
- Henry J (1951–1954)
- Herff-Brooks (1915–1916)
- Herreshoff (1909–1914)
- Hertz (1924–1927)
- Hewitt-Lindstrom (1900–1901)
- Hidley (1901)
- Hitchcock (1909)
- Hi-tech (1975-1998)
- H-M Free-Way (c.1977–1985)
- Hobbie Accessible (1908–1909)
- Hoffman (1901–1904)
- Hoffman (1931)
- Hol-Tan (1908)
- Holley (1900–1904)
- Hollier (1915–1921)
- Holmes (1918–1923)
- Holsman (1903–1910)
- Hoppenstand (1949–1950)
- Hotchkiss
- Howard (1913–1914)
- Huber (1903–1907)
- Hudson (steam automobile) (1901–1902)
- Hudson (1909–1957)
- Huffman (1920–1925)
- Hummer (1992–2010)
- Hupmobile (1909–1941)
- Hupp-Yeats (1911–1916)
- Huselton (1911–1914)

#### I
- Ida[99]
- Imp (1913–1914)
- Imperial (1908–1916)
- Imperial (1955–1975, 1981–1983)
- International Harvester (1907–1911; 1956–1980)
- Inter-State (1909–1919)

#### J
- Jackson (1903–1923)
- Jacquet Flyer (1921)
- Jaeger (1932–1933)
- Janney (1907)
- Jeannin (1908)
- Jeep (1945-)
- Jeffery (1914–1917)
- Jewett (1922–1927)
- Johnson (1905–1912)
- Jones (1914–1920)
- Jordan (1917–1931)
- JPL (1913)

#### K
- Kaiser (1947–1955)
- Kauffman (1909–1912)
- Kearns (1909–1916)
- Keeton (1912–1914)
- Keller (1948–1950)
- Kelsey (1920–1924)
- Kensington (1899–1904)
- Kent's Pacemaker (1899–1901)
- Kenworthy (1920–1921)
- Kermath (1907–1908)
- Kess-Line 8 (1922)
- Kessler (1921–1922)
- Keystone (1899–1900)
- Keystone (1914–1915)
- Kiblinger (1907–1909)
- Kimball Electric (1910–1912)
- King (1896, 1911–1923)
- King Midget (1947–1969)
- King-Remick (1910)
- Kissel (1907–1931)
- Kleiber (1924–1929)
- Kline Kar (1910–1923)
- Knox (1900–1914)
- Komet (1911)
- Koppin (1915)
- K-R-I-T (or Krit) (1910–1915)
- Kurtis Kraft (1949–1955)

#### L
- LaFayette (1921–1924)
- Lambert (1905–1917)
- Lane (1900–1911)
- Laraki (2013–)
- LaSalle (1927–1940)
- Laurel (1916–1920)
- Leach (1920–1923)
- Lenawee (1903–1904)
- Lenox (1911–1917)
- Leon Rubay (1923)
- Lexington (1910–1927)
- Liberty (1916–1924)
- Light (1914)
- Lincoln (1912–1913)
- Lincoln (1920–)
- Lincoln Continental (1956–1958)
- Lincoln Highway (1914)
- Lion (1909–1912)
- Liquid Air (1899–1902)
- Little (1911–1913)
- Little Detroit (1913–1914)
- Little Princess (1913–1914)
- Locomobile (1899–1929)
- Logan (1904–1908)
- Lone Star (1920–1922)
- Lorraine (1920–1922)
- Lozier (1898, 1901, 1905–1918)
- Lucid Motors (2007-)
- Lulu (1914)
- Luverne (1904–1917)
- Lyons Atlas (1913–1915)

#### M
- MACK (1893-)
- Madison (1915–1919)
- Maibohm (1916–1922)
- Majestic (1917)
- Malcolm Jones (1914–1915)
- Marathon (1908–1914)
- Marble-Swift (1903–1905)
- Marion (1904–1915)
- Marion Flyer (1910)
- Marion-Handley (1916–1919)
- Marmon (1902–1933)
- Marquette (1930)
- Marr (1903–1904)
- Martin (1928–1932)
- Marvel (1907)
- Maryland (1907–1910)
- Mason (1906–1914)
- Matheson (1903–1912)
- Maxwell (1905–1925)
- McFarlan (1910–1928)
- McIntyre (1909–1915)
- McQuay-Norris (1933-1934)
- Mecca (1915–1916)
- Menominee (1915)
- Mercer (1910–1926)
- Mercury (1914)
- Mercury 1939–2011)
- Merkur
- Meteor (1915–1930)
- Metz (1909–1921)
- Metzger (se Everitt)
- Michigan (1903–1908)
- Michigan (1908–1911)
- Midland (1908–1913)
- Milburn Electric (1915–1923)
- Miller (1912–1913)
- Mitchell (1903–1923)
- Model (1903–1907)
- Mohs (1967–1979)
- Moline (1904–1913)
- Moline-Knight (1914–1919)
- Monarch (1914–1917)
- Monitor (1915–1922)
- Monroe (1914–1923)
- Moon (1905–1929)
- Moore (1916–1920)
- Mora (1906–1911)
- Morris & Salom (1894–1897)
- Morse (1910–1916)
- Mosler  (1993–2013)
- Motor Bob (1914)
- Moyea (1903–1904)
- Moyer (1911–1915)
- MPM (1914–1915)
- Mullen (2014-)
- Munson (1896–1900)
- Muntz (1951–1954)
- Murray (1916–1921)
- Murray-Mac (1921–1929)
- Myers

#### N
- Nash
- Nash-Healey (1951–1954)
- National (1900–1924)
- Navajo (1953–1954)
- Nelson (1917–1921)
- New Parry (1911–1912)
- Next Autoworks
- Niagara (1903–1905)
- Nielson (1907)
- Noma (1919–1923)
- Northern (1902–1908)
- Northway (1921–1922)
- Norwalk (1910–1922)
- Nu-Klea (1959–1960)
- Nyberg (1911–1914)

#### O
- O-We-Go (1914)
- Oakland (1907–1931)
- Ogren (1915–1917, 1920–1923)
- Ohio (1909–1912)
- Ohio Electric (1910–1918)
- Oka (2007-)[100]
- Oldsmobile 1897–2004)
- Olympian (1917–1921)
- Omega Alpha (1980)
- Organic Transit (2012-) [101]
- Orient (1902–1908)
- Orlo (1904)
- Oshkosh NGDV (2023-)
- Overland (1903–1926, 1939)
- Owen Magnetic (1915–1922)

#### P
- Packard (1899–1958)
- Paige (1911–1928)
- Paige-Detroit (1909–1912)
- Palmer-Singer (1908–1914)
- Panoz (1989–)[102]
- Parry (1910)
- Partin (1913)
- Partin-Palmer (1913–1917)
- Paterson (1909–1923)
- Pathfinder (1912–1917)
- Peerless (1900–1931)
- Penn (1910–1913)
- Pennsylvania (1907–1911)
- Petrel (1909–1912)
- Phelps (1903–1905)
- Phianna (1917–1922)
- Piedmont (1917–1922)
- Pierce-Arrow (1901–1938)
- Pierce-Racine (1904–1911)
- Piggins (1909)
- Pilot (1909–1924)
- Pittsburgh Six (1908–1910)
- Plass (1897)
- Playboy (1947–1951)
- Plymouth (1928–2001)
- Polaris (1954-)[103]
- Pontiac (1926–2010)
- Pope-Hartford (1904–1914)
- Pope-Robinson (1902–1904)
- Pope-Toledo (1903–1909)
- Pope-Tribune (1904–1908)
- Pope-Waverley (1903–1908)
- Powell (1955–1956)
- Pratt (1911–1915)
- Premier (1902–1926)
- Princess (1914–1918)
- Publix (1947–1948)
- Pullman (1905–1917)
- Pungs Finch (1904–1908)
- Pup (1948–1949)

#### Q
- Quantum (1959-1965)
- Queen (1904–1907)
- Quick (1899–1900)
- Quinby (1899)
- Qvale

#### R
- Rainier (1905–1911)
- Ram (2009–)
- Rambler (1902–1914 , 1957–1970)
- RDC (2007–)
- Rauch & Lang (1905–1932)
- Rayfield (1911–1915)
- Reber (1902–1903)
- Regal (1908–1918)
- Reliable Dayton (1906–1909)
- Reliance (1904–1906)
- Reo (1905–1936)
- Republic (1910–1916)
- ReVere (1918–1926)
- Richelieu (1922–1923)
- Richmond (1904–1917)
- Rickenbacker (1922–1927)
- Riker (1897–1902)
- Riotte (1895; 1899)
- R-O (se Owen)
- Roader (1911–1912)
- Roamer (1916–1929)
- Robe (1914–1915)
- Robie (1914)
- Robinson (1900–1902)
- Robson (1909)
- Roche (1924–1925)
- Rochester (1901)
- Rochester (1901–1902)
- Rockaway (1902–1903)
- Rockaway (1903–1904)
- Rocket (see Scripps-Booth)
- Rock Falls (1919–1925)
- Rockne (1932–1933)
- Rockway (1910–1911)
- Rockwell (1910–1911)
- Rodgers (1921)
- Roebling-Planche (1909)
- Rogers (1899–1900)
- Rogers (1911–1912)
- Rogers & Hanford (1899–1902)
- Rogers & Thatcher (1903)
- Rollin (1924–1925)
- Rolls-Royce (1921–1935)
- Romer (1921)
- Roosevelt (1929–1930)
- Roper (1860–1896)
- Ross (1915–1918)
- Ross Steamer (1905–1909)
- Rotary (1903–1905)
- Rotary (1921–1923)
- Rovena (1926)
- Royal Tourist (1904–1911)
- Rugby (1922–1928)
- Russell-Knight
- Rutenber (1902)
- Ruxton (1929–1930)
- R&V Knight (1920–1924)

#### S
- Saleen (1984–2009)
- Sampson (1911)
- Saturn (1990–2009)
- Saxon (1913–1922)
- Sayers (1917–1924)
- Scarab (1958)
- Schacht (1904–1914)
- Schaum (1901–1905)
- Scripps Booth (1913–1923)
- Searchmont (1900–1903)
- Sears (1908–1912)
- Selden (1909–1912)
- Severin (1920–1921)
- SGV (1911–1915)
- Shad-Wyck (1917–1923)
- Shawmobile (or Shaw) (1920–1930)
- Shelby (1992–)
- Sheridan (1920–1921)
- Simplex (1907–1919)
- Simplo (1908–1909)
- Sinclair-Scott (1904–1907)
- Singer (1914–1920)
- Single Center (1907–1908)
- Sintz (1899–1904)
- Skelton (1920–1922)
- Skene (1900–1901)
- Smith (1903–1907)
- Smith Flyer (1915–1919)
- Spacke (1919-1920)
- Spaulding (1910–1916)
- Speedwell (1907–1914)
- SS (1969)
- SSC (1998-)
- St. Louis (1899–1907)
- Standard (1904–1908)
- Standard (1912–1923)
- Standard (1915–1923)
- Standard Electric (or Standard Electrique) (1911–1915)
- Standard Six (1909–1910)
- Standard Steam (1920–1921)
- Stanley Steamer
- Stanley (1896–1924)
- Stanwood (1920–1922)
- Star (1922–1928)
- Staver (1907–1914)
- Steamobile (1900–1902)
- Stearns (1900–1911)
- Stearns-Knight (1912–1929)
- Stephens (1917–1924)
- Sterling-Knight (1920–1926)
- Stevens-Duryea (1901–1927)
- Stewart (1915–1916)
- Stewart-Coats (1922)
- Stoddard-Dayton (1904–1913)
- Stout-Scarab (1932–1936)
- Studebaker (1902–1966)
- Studebaker-Garford (1904–1911)
- Stutz (1911–1935)
- Success (1906–1909)
- Sultan (1908–1912)
- Sun (1916–1917)
- Sun (1921–1922)
- Superformance (1996-) [104]

#### T
- Templar (1917–1924)
- Terraplane (1932–1938)
- Tesla Motors (2007–)
- Texan (1920–1922)
- Thomas (1902–1919)
- Thomas-Detroit (1906–1908)
- Tincher (1903–1909)
- Totem (1921–1922)
- Towne Shopper (1948)
- Tourist (1902–1910)
- Trihawk (1983-c.1987)
- Trivan (1963-1964)
- Twombly (1910)
- Twombly (1913–1915)
- Tucker (1948)
- Tulsa (1918–1922)

#### U
- Union (1902–1905)
- US Automobile (1899–1901)

#### V
- Valiant (1960–1966)
- Van Wagoner (1899–1900)
- Vector (1971-2021)[105]
- Velie (1908–1929)
- Viking (1929–1931)
- Virginian (1911–1912)
- Vulcan (1913–1915)

#### W
- Wagenhals (1910–1915)
- Walker (1952-1962)
- Walter (1902–1909)
- Waltham (1905–1908, 1922)
- Waltham-Orient (1893-1910)
- Ware Steam Wagon (1861–1867)
- Warren-Detroit (1910–1913)
- Wasp (1919–1924)
- WaterCar
- Waverley Electric (1898–1903, 1909–1916) (även Pope-Waverley)
- Wayne (1904–1908)
- Westcott (1912–1925)
- Whippet (1927–1931)
- Welch (1903–1911)
- Welch-Detroit (1910–1911)
- White (1900–1918)
- Wills Sainte Claire (1921–1927)
- Willys (enligt sidan som det länkas till skall det vara 1908-1963)
- Willys Knight (1914–1933)
- Wilson (1903–1905)
- Windsor (1929–1930)
- Winton (1896–1924)
- Winther (1921–1923)
- Wolverine (1927–1928)
- Woodill (1952–1956)
- Woods Electric (1899–1916)

#### X
- Xander (1901-1902)
- Xenia (1914)

#### Y
- Yale (1902–1905)
- Yale (1916–1918)
- Yellow Cab (1915–1930)

#### Z
- ZAP
- Zent (1900–1902, 1904–1906)
- Zimmer (1980–1988; 1998–)[106]
- Zimmerman (1908–1915)
- Zip (1913–1914)
- Zoe

## Oceanien

### Australien
- Alpha Sports
- Amuza
- Ascort (1958–1960)
- Australian Kit Car (1995–)
- Australian Six (1919–1930)
- Australis (1897–1907)
- Birchfield (2003–)
- Blade Electric Vehicles
- Bolwell (1963–)
- Bomac
- Buchanan
- Buckle (1955–1959)
- Bullet (1996–)
- Bushranger
- Caldwell Vale (1907–1913)
- Canstel
- Carbontech (1999–)
- Cheetah Racing Cars
- Chrysler
- Classic Glass
- Classic Revival (1989–)
- Cobra Craft
- Daktari
- Daytona (2002–)
- Deuce Customs (1979–)
- Devaux (2001–)
- DRB (1997–)
- E-Vade
- Elfin (1958–)
- Evans
- Finch
- Ford
- Ford Performance Vehicles (FPV) (2002-2014)
- G-Force (1986–)
- Giocattolo
- Goggomobile (1958–1961)
- Goy
- Hartnett (1949–1955)
- Holden (1948–2020)
- Holden Special Vehicles (HSV) (1987-2020)
- Homebush
- Ilinga
- Joss
- Kaditcha
- Kraftwerkz (2002–)
- Leyland (1973–1975)
- Lightburn
- Lloyd-Hartnett
- Mitsubishi
- Nasenbaer
- Nota (1955–)
- Pellandini Cars
- Pioneer (byggd i Melbourne 1898)
- Piper
- PRB
- Purvis Eureka
- Python (1981–)
- RCM
- RMC
- Roaring Forties (1997–)
- Robnell
- Sharpbuilt
- Shrike
- Skelta (2004–)
- Southern Cross (1931–1935)
- Statesman
- White Pointer

### Nya Zeeland
- 53Barchetta (2003-2008)
- Ace Classic
- Almac (1985–)
- Beattie (1997–)
- Blenheim (1915)
- Chevron (1991–1997)
- De Joux (1970)
- Dennison (1900–1905)
- Fraser (1988–)
- Gibbs Amphibians (1994-)
- Heron (1983–1990)
- Hulme (2005–) [107]
- Leitch (1986–)
- Marlborough (1919–1922)
- McRae (1990–)
- Microbond (1957)
- Saker (1989–)
- Trekka (1966–1973)

## Sydamerika

### Argentina
- Alcre
- Anasagasti (1911–1915)
- Andino (1967–1973)
- Anadón (1995–)
- ASA (1985–)
- Autoar (1950–1962)
- Bambi (1961)
- Bergantini
- Biscayne (1998–)
- de Carlo
- Dinarg (1961–1962)
- Di Tella (1959–1965)
- Gilda (1957)
- Graciela (1957–1963)
- Hispano-Argentina (1940–1945)
- Industrias Aeronáuticas y Mecánicas del Estado (IAME, Skall inte blandas ihop med Italian American Motor Engineering) (1951–1979)
- IES
- Indumotora
- Industrias Kaiser Argentina (IKA) (1956–1975)
- IAVA (Industria Argentina de Vehículos de Avanzada)
- Italbus
- Jefe (1956)
- José Troyano Carrocerías
- Justicialista (1953–1955)
- JVA (1998–)
- Koller
- Materfer
- Metalpar (Metalpar Argentina)
- Metalsur
- MOTORMEC S.A.
- Niccoló
- Norma Sport
- RG Sport (1992–1997)
- San Antonio Bus
- Siam Di Tella
- Sudamericanas
- Tatsa
- Tecnoporte
- Teram
- Tulio Crespi
- Ugarte
- Zanello
- Zunder (1960–1962)
- WINOGRAD S.A

### Barbados
- Barbados Motor Company (1977)
- Sapphire (1983)

### Brasilien
- Abais
- Adamo GT
- Agrale (1982–)
- Aldee
- Almenara Buggy
- Aurora 122-C
- Americar
- Avallone
- Baby Buggy
- Bianco
- Brasinca (1964–)
- BRM Buggy (1969–)
- Bugre (1970–)
- Bugway (2001–)
- Caribe
- CBT
- Centaurus
- Chamonix (1981–)
- Cobracar
- Cross Lander
- Dacon
- Dardo (1981)
- Democrata (1967)
- Edra (1989–)
- EMIS (1981–)
- Emme
- Engesa (1963–1993)
- Envemo (1978-1994)
- Equus Thundix
- Fabral
- Farus
- Fibravan (1989–)
- FNM (1960–1963)
- Fúria
- Glaspac
- Grancar
- Gurgel (1966–1995)
- Hofstetter turbo (1986–1989)
- JPX
- Kadron
- Karmann Ghia
- Kremer
- Lassale
- Lobini (2002–)
- Lorena GT
- Madom
- Malzoni
- Matra
- Mirage GT
- Miura (1977-c.1987)
- MP Lafer (1974-1990)
- PAG (1988-1990)
- Pretty
- Puma (1967–1997)
- Romi (1956)
- Rossin
- San Vito
- Short
- Santa Matilde (1977-1997)
- SS Fiberglass
- TAC (2004–)
- Tanger
- Troller (1998–)
- Uirapuru (1966–1968)
- Villa GT
- Willys Interlagos
- W.W. Trevis (1998–)

### Chile
- ArgenChile
- Caricar
- Carrocerías Yáñez
- Cuatro Ases
- Inrecar
- LR Bus
- Metalpar (Metalúrgicas Paredes S.A)
- Sport Wagon

### Colombia
- Bronto
- Wilco
- Corcel
- El sol
- Canacol
- Olimpica
- Tecnicar

### Uruguay
- Dellepiane (1980)
- El Terruno (1960)
- Guitolar (1970–2004)
- Hita (1964–1966)
- Indio (1969–1977)
- Industrias WARV (1966–1972)
- Lima (1970–1980)
- Mauser
- Metalurgica Laguarda (1963)
- Nordex (1962-)
- Regusci (2002-)
- Suntrike (2000-)
- Super
- Taller Danree y Silveira (1950–1960)

### Venezuela
- Facorca / Mini Cord
- TIUNA
- Venirauto

## Övriga okända
Vänligen flytta till rätt land:
- BMG
- OScar (1999-) [108]

## Anmärkning till listan ovan
Många av de ovan nämnda bilmärkena finns inte längre kvar som oberoende märken. Vissa har försvunnit helt medan andra finns kvar men ägs av större företag eller grupper. Några av de företagen eller företagsgrupperna är:
- BMW
- DaimlerChrysler
- Fiat
- Ford
- GAZ
- General Motors
- Honda
- Mitsubishi
- Renault
- Peugeot
- Toyota
- Volkswagen AG (tidigare VAG)